# O.T. Genasis
Одис Флорес (родился 18 июня, 1987), более известный под своим сценическим именем O.T Genasis — американский рэпер, который вырос в Лонг Бич, Калифорния. Участник банды Naughty Nasty Gangster Crips. В настоящее время он подписал контракт с Conglomerate Records. G-Unit Records подписал с ним контракт в 2011 году, а в 2012 году он выпустил свой дебютный микстейп, Black Belt.

## Ранняя жизнь
Одис Оливер Флорес родился 18 июня 1987 года в Атланте, штат Джорджия, он имеет гарифунаские и белизские корни. Вырос в Лонг-Бич, Калифорния.

## Карьера
В 2011 году G-Unit Records подписали его на свой лейбл. В 2012 году в сотрудничестве с G-Unit он выпустил свой дебютный официальный микстейп Black Belt. Позже Флорес подписал контракт с лейблом Басты Раймс Conglomerate Records. Он выпустил несколько песен и синглов, таких как «Touchdown (Remix)» при участии Басты Раймс и Френч Монтаны, а также «CoCo». Последний добился успеха в чартах, заняв 20-е место в американском Billboard Hot 100. Бейонсе использовала его песню «Everybody Mad» во время своего выступления на Coachella 2018, а также в рамках своего тура с Jay-Z On the Run II.
В 2022 году песня «I Look Good» была использована в рекламе iPhone 13.

## Личная жизнь
У него есть сын Генезис Флорес, который родился 25 марта 2010 года. В интервью The Shade Room в 2016 году О.Т. Genasis заявил, что у его сына аутизм. 14 марта 2020 года Малика Хакк, актриса и телеведущая, родила мальчика Эйса Флореса.

## Дискография

### Микстейпы
- 2012: Black Belt
- 2014: Catastrophic 2 (совместно с Бастой Раймс и J-Doe)
- 2014: Rhythm & Bricks
- 2016: Coke N Butter